# 우먼 인 할리우드
《우먼 인 할리우드》(영어: This Changes Everything)는 톰 도너휴 감독의 2018년 미국 다큐멘터리 영화로, 할리우드에 종사하는 배우, 감독, 제작자들을 포함해 96인의 출연자, 188편의 작품들을 통하여 할리우드 미디어 산업 안팎에 만연한 기회 불균등과 성차별을 다뤘다.

## 출연
- 지나 데이비스
- 메릴 스트립
- 내털리 포트먼
- 케이트 블란쳇
- 클로이 그레이스 머레츠
- 리스 위더스푼
- 샌드라 오
- 제시카 채스테인
- 러시다 존스
- 티퍼니 해디시
- 리나 더넘
- 캐서린 하드윅
- 헤더 그레이엄
- 머리사 토메이
- 터라지 P. 헨슨
- 로즈 맥가윈
- 메리루이즈 파커
- 로자리오 도슨
- 어맨들라 스텐버그